# Jogtörténet
A jogtörténet a fennálló jognak, az állam és a nemzet jogéletének keletkezését, alakulását, illetve fejlődését tárgyaló tudományág, tulajdonképpen a történettudomány, illetve a jogtudomány segédtudománya.

## Részei
A jogtörténet lehet a) külső- vagy b) belső jogtörténet; előbbinek tárgya a joggal kapcsolatos írott források, feljegyzések története – míg az utóbbi magának a jognak, tehát a jogforrásoknak tartalmát kutatja. A jogtörténet más szempontú osztályozása szerint lehet a) általános és b) különös, mégpedig kettős értelemben: 
- egyrészt aszerint, hogy valamennyi művelt államnak és nemzetnek vagy csak egy meghatározott államnak és nemzetnek jogával foglalkozik;
- másrészt aszerint, hogy az egész jogéletre kiterjed vagy annak csak egy részét (pl. csak a magánjogot vagy csak a büntető jogot) kutatja.

## Története
A jogtörténet, mint a jogtudománynak egyik önálló ága, az újkorban jelent meg, egyidőben a Friedrich Carl von Savigny (1779–1861)-féle jogtörténelmi módszernek a jelen 19. század elején (1815) történt érvényesülésével. Innen datálódik a jogtörténet hasznának, fontosságának és jelentőségének kellő felismerése, és a valódi tudományok közé való beiktatása. Ennek ellenére léteznek a korábbi időkből is jogtörténeti, vagy jogtörténeti szempontból jelentős művek, így például Edward Gibbonnak (1737–1794) a Római Birodalom hanyatlásáról és pusztulásáról szóló könyve, amelynek egyik fejezete a római jog történetének igényes leírását tartalmazza.
Magyarországon az első úttörő általános jogtörténeti munka Wenzel Gusztáv (1812–1891) Egyetemes európai jogtörténete volt az Osztrák–Magyar Monarchia idején. Ugyancsak ebben az időszakban készültek el Hajnik Imre (1840–1902) egyetemes-, Király János (1858–1929) és Timon Ákos (1850–1925) igen nagy terjedelmű, alapos magyar jogtörténeti összefoglalói. Vécsey Tamás (1839–1912) a római jog történetét ismertette alaposan egy külön kötetben. E művek némelyike ma már elektronikusan is elérhető a világhálón (ld. a lentebbi listát), míg másokat a Históriaantik Kiadó jelentetett meg reprint kiadásban.
A két világháború közötti időben Eckhart Ferenc (1885–1957) magyar jogtörténete jelentős. A magyarországi szocializmus alatt a tudományterület viszonylag elhanyagolt volt, de ezen időszaknak meghatározó tankönyve a Csizmadia Andor – Kovács Kálmán – Asztalos László-féle Magyar állam- és jogtörténet, amely a rendszerváltás után után újabb kiadásban is megjelent.
Az 1990-es évektől új erőre kapott az alkotmány- és jogtörténet a hazai egyetemek jogi karain és ismét több jelentős munka jelent meg, mind az általános, mind a magyar jogtörténet területén, így a Gönczi Katalin – Stipta István – Zlinszky János-féle és a Kajtár István – Herger Csabáné-féle egyetemes jogtörténet; Béli Gábor Magyar jogtörténet. A tradicionális jog című tankönyve, a Mezey Barna által szerkesztett Magyar alkotmánytörténet és Magyar jogtörténet; valamint egy (szintén Mezey Barna által szerkesztett) magyar jogtörténeti szöveggyűjtemény. 2020-ban Mezey Barna és Gosztonyi Gergely szerkesztésében új Magyar alkotmánytörténet tankönyv jelent meg. Jany János az iszlám jogról és külön a többi ázsiai jogrendszerről állított össze egy-egy nagy terjedelmű kötetet.
Külön területet képez a szűkebb értelemben „jog” alatt értett világi jogtól az egyházjog vagy kánoni jog, amelynek történetéről magyar nyelven már a Monarchia alatti nagy egyházjogi művekben (Kovács Ferenc [1838–?], Kazaly Imre [1846–1933], Kovács Albert [1838–1904], Konek Sándor [1819–1882], Kosutány Ignác [1851–1940] összefoglalói) jelentős fejezetek szóltak. A két világháború közötti időszak, majd a szocializmus kori visszaesést követően ennek a területnek a kutatása is fellendült nagyrészt Erdő Péter (1952–) esztergomi érsek tanulmányainak köszönhetően.

## Jelentősége
Ha figyelembe veszi az ember, hogy csak a jogtörténet segítségével, és annak útján ismerhető meg alaposan az aktuálisan fennálló jogrendszereknek és jogintézeteknek szelleme, jelentősége és a nemzeti élettel való szerves összefüggése; kimutatható az, ami azokban életre való, fejlesztendő, a nemzeti élet változott viszonyaihoz idomítható; illetve az is, ami a nemzeti élet fejlődésével ellentétes volta miatt nem tartható hosszú távon fenn.

## Magyar nyelvű jogtörténetek

### Egyetemes világi jogtörténet

#### Általános
- Wenzel Gusztáv: Az egyetemes európai jogtörténetnek rövid vázlata, Budapest, 1878, 218 p.
- Hajnik Imre: Egyetemes európai jogtörténet a középkor kezdetétől a francia forradalomig, 3. javított kiadás, Budapest, 1891, 383 p. (elektronikus elérhetőség , de 1900-as kiadás)
- Európai jogtörténet compendiuma – Alapvizsgázók használatára, Grill Károly kiadása, Budapest, 1904, 139 p.
- Both Ödön – Csizmadia Andor – Hajdu Lajos – Horváth Pál – Nagyné Szegvári Katalin: Egyetemes állam- és jogtörténet, Tankönyvkiadó Vállalat, Budapest, 1984, ISBN 963-17-6489-3, 516 p.
- Horváth Pál – Révész T. Mihály- Stipta István – Zlinszky János: Összehasonlító jogtörténet II. A legújabbkori jogfejlődés, Nemzeti Tankönyvkiadó Rt., Budapest, 1996, 322 p.
- Gönczi Katalin – Stipta István – Zlinszky János: Egyetemes jogtörténet I–II., Nemzeti Tankönyvkiadó Rt., Budapest, 1999, ISBN 963-19-0347-8 és ISBN 963-19-2283-9, 620+310 p.
- Kajtár István – Herger Csabáné: Egyetemes állam- és jogtörténet, Dialóg Campus Kiadó, Budapest–Pécs, 2013, ISBN 978-615-5376-10-8, 414 p.
- Földi András (szerk.): Összehasonlító jogtörténet. 4. kiadás, ELTE Eötvös Kiadó, Budapest, 2018, ISBN 978-963-4890-13-3, 678 p.
- Bónis Péter – Gönczi Katalin – Stipta István: Egyetemes állam- és jogtörténet. 2. átdolgozott kiadás Budapest: Patrocinium Kiadó, 2019, ISBN 9789634132745

#### Római jog
- Sághy Gyula: Római ős alkotmány – Jogtörténeti jelentőségében, Budapest, 1871, 211 p.
- Vécsey Tamás: A római jog institutiói – Jogtörténeti bevezetéssel a forrásokba, Franklin-Társulat, Budapest, 1902, 598 p.
- Werner Rezső: A bölcsészeti jogtudomány történelme, Franklin-Társulat, Budapest, 1903 , 198 p.
- Brósz Róbert – Pólay Elemér: Római jog. 1. kiadás, Tankönyvkiadó Vállalat, Budapest, 1974, 529 p.
- Földi András – Hamza Gábor: A római jog története és institúciói. 24. átdolgozott és bővített kiadás, Oktatási Hivatal, Budapest, 2020, XL+720 p.
- Hamza Gábor: Az európai magánjog fejlődése. A modern magánjogi rendszerek kialakulása a római jogi hagyományok alapján. Nemzeti Tankönyvkiadó, Budapest, 362 p.

#### Egyéb részterületek
- Nagyné Szegvári Katalin: Fejezetek az amerikai alkotmány történetéből. HVG-ORAC Kiadó, Budapest, 2002, ISBN 963-9404-41-1, 190 p.
- Képes György: A tökéletesebb unió. Az Amerikai Egyesült Államok Alkotmánya. Jogtörténeti értekezések 30., Gondolat Kiadói Kör, Budapest, 2003, ISBN 963-9500-84-4, 176 p.
- Mezey Barna – Szente Zoltán: Európai parlamentarizmus- és alkotmánytörténet, Osiris Kiadó, Budapest, 2003, ISBN 963-389-305-4, 361 p.
- Jany János: A klasszikus iszlám jog – Egy jogi kultúra természetrajza, Gondolat Könyvkiadó, Budapest, 2006, ISBN 9789639610057, 520 p.
- Szente Zoltán: Európai alkotmány- és parlamentarizmus-történet, 1945–2005, Osiris Kiadó, Budapest, 2006, ISBN 963-389-843-9, 723 p.
- Kecskés László: A polgári jog fejlődése a kontinentális Európa nagy jogrendszereiben, HVG-Orac Kiadó, Budapest, 2009, ISBN 978-963-258-066-1, 546 p.
- Jany János: Jogi kultúrák Ázsiában – Kultúrtörténet, jogtudomány, mindennapok, Typotex Kiadó, 2016, ISBN 9789632798820, 706 p.
- Szente Zoltán: A parlamentek története. A korai rendi gyűlések kialakulásától a modern népképviseleti törvényhozásokig, Országház Könyvkiadó, Budapest, 2018, ISBN 978-615-5674-44-0, 662 p.
- Képes György: A Dán Királyság alkotmánytörténete a kezdetektől 1848-ig. ELTE Eötvös Kiadó, Budapest, 2019, ISBN 978-963-312-301-0, 300 p.

### Magyar világi jogtörténet

#### Általános
- Wenzel Gusztáv: Magyarország jogtörténetének rövid vázlata, Pest, 1872, 125 p. (elektronikus elérhetőség: )
- Hajnik Imre: Magyar alkotmány- és jogtörténelem, I. köt. Magyar alkotmány és jog az Árpádok alatt (a sorozat nem folytatódott), Pest, 1872, 377 p. (elektronikus elérhetőség )
- Király János: Magyar alkotmány és jogtörténet, különös tekintettel a nyugat-európai jogfejlődésre, Budapest, 1908, 727 p. (reprint kiadás: Históriaantik kiadó)
- Illés József: Bevezetés a magyar jog történetébe – A források története. Függelékül válogatott forráshelyek gyűjteménye, Budapest, 1910, 335 p. (reprint kiadás: Históriaantik kiadó)
- Timon Ákos: Magyar alkotmány- és jogtörténet, különös tekintettel a nyugati államok jogfejlődésére. 5. bővített kiadás, Budapest, 1917, 823 l. (reprint kiadás: Históriaantik kiadó)
- Kötsky Gábor: A magyar alkotmány és jogtörténet compendiuma, Grill Károly Könyvkiadó Vállalata, Budapest, 1918, 140 p.
- Eckhart Ferenc: Magyar alkotmány- és jogtörténet, Politzer Zsigmond és Fia kiadása, Budapest, 1946, 468 p.
- Csizmadia Andor – Kovács Kálmán – Asztalos László: Magyar állam- és jogtörténet, Tankönyvkiadó Vállalat, Budapest, 1981, ISBN 963-17-3419-6, 638 p.
- Mezey Barna (szerk.): Magyar alkotmánytörténet. 5., átdolg. kiadás, Osiris Kiadó, Budapest, 2003, ISBN 963-389-532-4, 516 p.
- Mezey Barna (szerk.): Magyar jogtörténet. 7. kiadás, Osiris Kiadó, Budapest, 2007, ISBN 978-963-389-901-4, 515 p.
- Máthé, Gábor (szerk.): Die Entwicklung der Verfassung und des Rechts in Ungarn, Dialóg Campus Kiadó, Budapest, 2017, ISBN 9786155680915
- Mezey Barna – Gosztonyi Gergely (szerk.): Magyar alkotmánytörténet. Osiris Kiadó, Budapest, 2020, ISBN 978-963-276-327-9, 560 p.

#### Részterületek
- Hajnik Imre: A magyar bírósági szervezet és perjog az Árpád- és a Vegyes-házi királyok alatt (reprint kiadás: Históriaantik kiadó)
- Horváth Attila – Völgyesi Levente: Jogtörténeti atlasz – Térképvázlatok a magyar alkotmány- és jogtörténet tanulmányozásához, Rejtjel Kiadó, Budapest, 1999, 60 p.
- Béli Gábor: Magyar jogtörténet. A tradicionális jog, Dialóg Campus Kiadó, Budapest-Pécs, 2000, ISBN 963-91-2312-9, 358 p.
- Homoki-Nagy Mária: A magyar magánjog történetének vázlata 1848-ig, JATE-Press, Szeged, 2001, 106 p.
- Horváth Attila: A magyar magánjog történetének alapjai. Jogtörténeti értekezések 33., Gondolat Kiadó, Budapest, 2006, ISBN 963-9610-19-4, 558 p.
- Mezey Barna (szerk.): A magyar jogtörténet forrásai. Szemelvénygyűjtemény. 4. kiadás, Osiris Kiadó, Budapest, 2006, ISBN 963-389-803-X, 851 p.
- Rácz Lajos – Nagy Endre: Magyar alkotmány- és közigazgatás-történet, HVG-ORAC Kiadó, Budapest, 2007, ISBN 978-963-7490-67-5, 506 p.
- Képes György (szerk.): Magyar alkotmány- és közigazgatás-történet a polgári korban. A hatalommegosztás államszervezete, 1848–1949, ELTE Eötvös Kiadó, Budapest, 2013, ISBN 978-963-312-156-6, 234 p.

### Egyházjogtörténet
- Kovács Ferenc: Egyetemes és részszerü egyházjog alaptanai – Különös tekintettel a magyarhoni prot. egyházakra, Debreczen–Nyiregyháza, 1870, 368 p. (egyházjogtörténeti fejezetet is tartalmaz)
- Kazaly Imre: A katholikus egyházjogtan kézi könyve – Különös tekintettel Magyarország jogi viszonyaira, Vác, 1877, 834 p. (egyházjogtörténeti fejezetet is tartalmaz)
- Kovács Albert: Egyházjogtan I–II. – Különös tekintettel a magyar protestans egyház jogi viszonyaira, Magyarországi Protestans egylet, Budapest, 1878, 674 p. (egyházjogtörténeti fejezetet is tartalmaz)
- Konek Sándor: Egyházjogtan kézikönyve – Különös tekintettel a magyar állam egyházi viszonyaira, Franklin-Társulat, Budapest, 1889, 615 p. (egyházjogtörténeti fejezetet is tartalmaz)
- Kosutány Ignác: Egyházjog – A magyarországi egyházak alkotmánya és közigazgatása, Kolozsvár, 1906, 615 p. (egyházjogtörténeti fejezetet is tartalmaz)
- (összeáll. Erdő Péter) Az ókeresztény kor egyházfegyelme az első négy században, Szent István Társulat, Budapest, 1983, ISBN 963 360 185 1, 417 p.
- Erdő Péter: Az egyházjog forrásai – Történeti bevezetés, Szent István Társulat, Budapest, 1998, ISBN 9789633610077, 274 p.
- Balogh Elemér: Középkori bajor egyházi bíráskodás, Szent István Társulat, Budapest, 2000, ISBN 9789633611326, 364 p.
- Erdő Péter: Egyházjog a középkori Magyarországon, Osiris Kiadó, Budapest, 2001, ISBN 963-379-877-9, 269 p.
- (szerk. Erdő Péter) Tanulmányok a magyarországi egyházjog középkori történetéről. Kéziratos kódexek, zsinatok, középkori műfajok, Szent István Társulat, Budapest, 2002, ISBN 9789633613221, 240 p.
- Erdő Péter: Jog az Egyház hagyományában és életében, Szent István Társulat, Budapest, 2016, ISBN 9789632776354, 490 p.